# Ata jezik
Ata jezik (iso 639-3: atm), gotovo izumrli jezik kojim se služe još 4 osobe (2000 S. Wurm) na otoku Negros u provinciji Negros Oriental. Govornici se služe i jezikom cebuano (cebuanski) [ceb]. Pripada centralnofilipinskoj skupini filipinskih jezika, po starijoj klasifikaciji u mezofilipinske.
Nije isto što i Ata Manobo [atd] ili atta jezici.

## Vanjske poveznice
- Ethnologue (14th)